# Cracca anthyllodes
Cracca anthyllodes là một loài thực vật có hoa trong họ Đậu. Loài này được (Hochst. ex Webb) Kuntze mô tả khoa học đầu tiên năm 1891.